# 格里戈爾·瓦沙澤
格里戈爾·瓦沙澤（1967年7月19日—）是喬治亞的一位政治人物，他曾經擔任喬治亞文化部長，並在2008年至2012年擔任喬治亞外交部長職務。他擁有喬治亞和俄羅斯的雙重國籍。1981年畢業於莫斯科國立國際關係學院，其後曾任職蘇聯外交部。